# Puccinia agrophila
Puccinia agrophila är en svampart som beskrevs av Syd. 1937. Puccinia agrophila ingår i släktet Puccinia och familjen Pucciniaceae.   Inga underarter finns listade i Catalogue of Life.